# フェンロー
フェンロー（オランダ語: Venlo[ˈvɛnloː, fɛnloː] ( 音声ファイル)）は、オランダ南東部の都市および基礎自治体。マーストリヒトを州都とするリンブルフ州にある。
2003年1月1日、同じく基礎自治体のテーヘレン（en）、ベルフェルト（en）が編入された。
テーヘレンは、数世紀前はユーリヒ＝ベルク公国にあり、フェンローは過去ゲルデルン公国（en）内にあった。

## 人口集積地
- ベルフェルト
- ブレリック (Blerick)
- ボエケント (Boekend)
- Hout-Blerick
- Steyl
- テーヘレン
- 't Ven
- Venlo

## フェンロー市

### 歴史

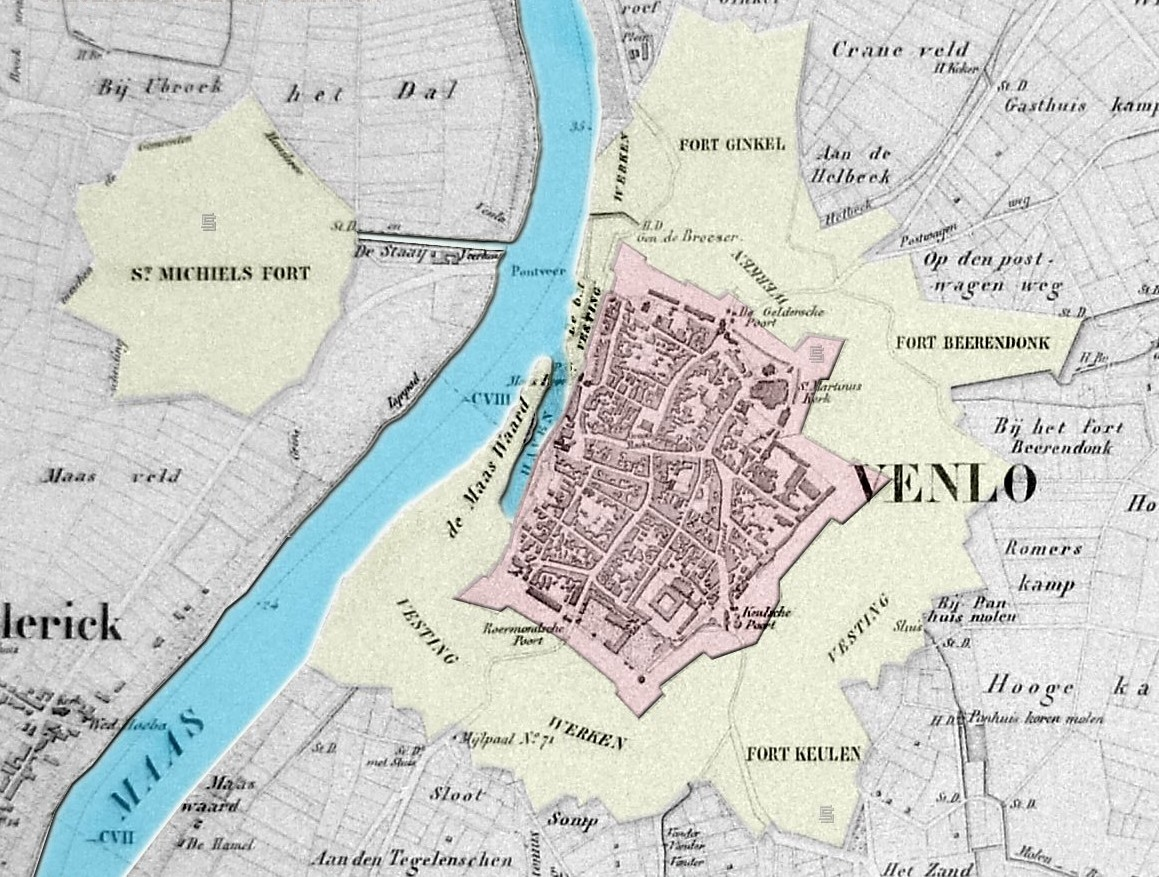
1850年の周辺の地図

フェンローの歴史は、ローマ時代にさかのぼる。マース川上にあり、重要な交易地 (Trading post) としての地位を発展させ、ハンザ同盟のメンバーだった。1343年には、ネーデルラントの都市の権利 (city rights) を受けた。ブレリックも、ローマ時代に川の向こう側に作られ、ブラリアクム(Blariacum)と言う名前で知られていた。
戦略的重要性から、フェンロー市は何度も攻撃にさらされた。1702年のスペイン継承戦争で起こったメンノ・フォン・クーホルンによる攻撃がもっとも知られている。
結果として、フェンローは、ネーデルラント連邦共和国の連邦直轄地 (Generality Lands) となり、後にオランダ王国の一部となる。

### 第二次世界大戦
1939年11月9日、2人のイギリス情報機関員が、ドイツ親衛隊保安部によって拉致された。後に知られるフェンロー事件 (Venlo Incident) である。事件は、ナチスによって、ビュルガーブロイケラー (Bürgerbräukeller) でヒトラー暗殺に失敗したゲオルク・エルザーとイギリスを繋げるものとして、1940年5月10日に行った中立国のオランダ侵略を正当化するために利用された。
戦争終結時、ムーズ川にかかる道路と鉄道の橋があり、これらは爆撃されたため、フェンロー市は深刻な被害を受けた。
連合国側は、橋を壊すまで13回の爆撃を試み、300人がこのために死亡した。これらの爆撃で、フェンロー市にある歴史建造物の大部分も被害を受けたが、市役所('Stadhuis')、レーマー('Römer')ハウスなど中世の建造物は、戦争を生き残った。

### 文化
- 劇場 - "De Maaspoort"
- 博物館 - "Limburgs Museum" and "Museum Van Bommel - Van Dam"
- Popvenue Perron55
- 毎年の主な文化的なイベント
  - カーニバル - "Vastelaovend" イースター前6週間 (2月と3月)
  - 夏の公園の祭り "Zomerparkfeest" 8月に、大きな公園で行われ、音楽、映画、ダンス、芸術作品など、4日間行われ、広く一般観衆を対象とする。

2003年、フェンローは「ヨーロッパで最も緑の豊富な街」("Greenest city of Europe")として、表彰された。2012年のフロリアード (Floriade) 開催地となっている。

### スポーツ
1903年設立のサッカークラブ、VVVフェンローは現在エール・ディヴィジに所属している。デ・クール (De Koel) をホームスタジアムとして使用している。